# Gevangenisstraf

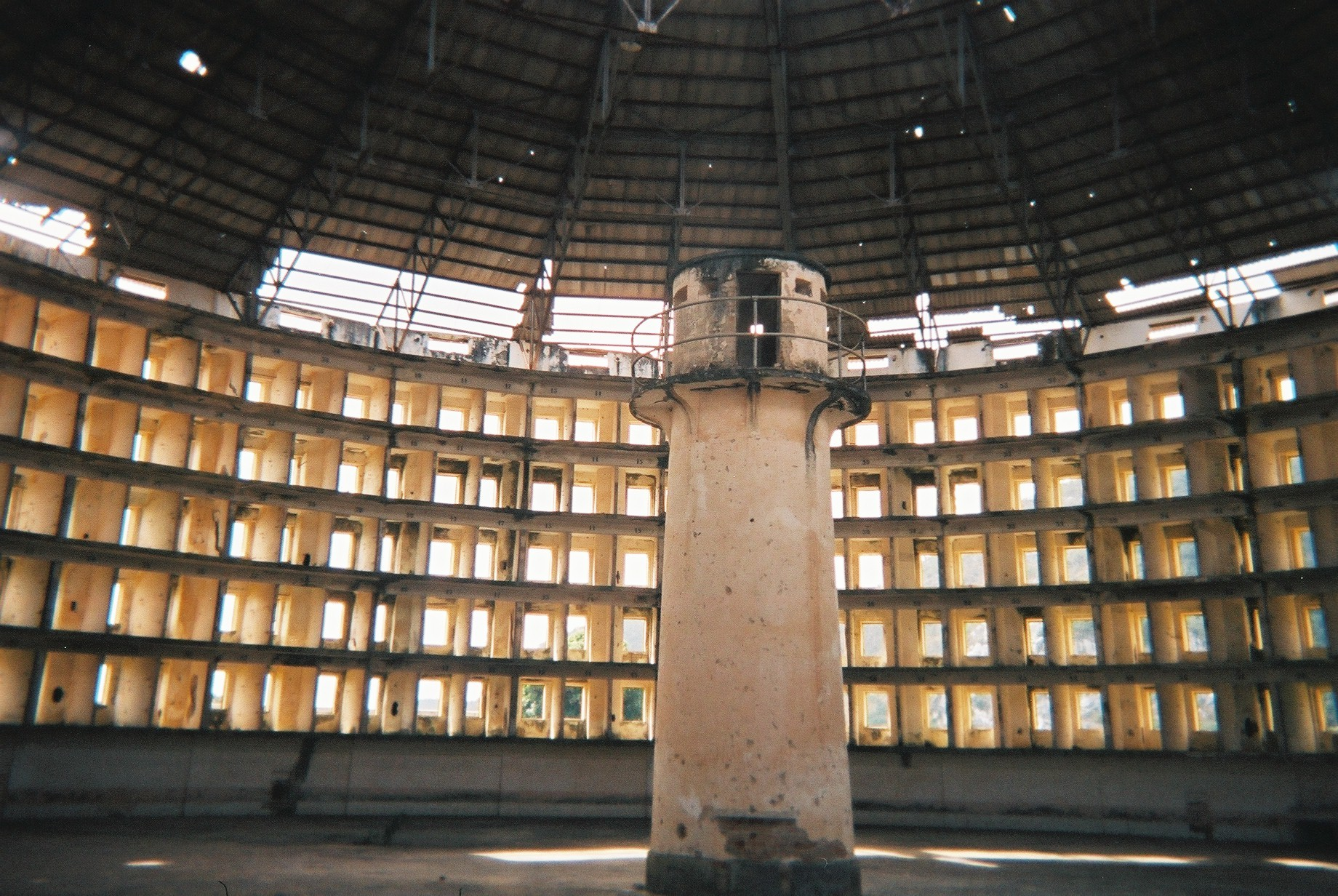
Koepelgevangenis Presidio Modelo in Cuba

Een gevangenisstraf is een straf die normaal wordt opgelegd door een rechter. Deze strafvorm houdt in dat de dader van een misdrijf voor een bepaalde tijd wordt opgesloten in een beveiligde inrichting, de gevangenis, strafkamp of strafkolonie. Het betreft detentie anders dan als hechtenis. Indien de veroordeelde in een gevangeniscel (of kortweg cel) wordt opgesloten, wordt ook wel gesproken van een celstraf.

## Geschiedenis
De straf zoals wij die nu kennen werd ingevoerd in de tijd van de Verlichting en de Franse Revolutie. Voor die tijd werd er veel gebruikgemaakt van (vaak gruwelijke) lijfstraffen. De gevangenisstraf bestond ook wel maar had niet de positie die hij nu heeft. De gevangenis werd toen vaak gebruikt om misdadigers op te sluiten in afwachting van de veroordeling, om mensen die boetes of schulden hadden te gijzelen tot ze betaalden.
De gevangenisstraf vond eerst ingang in het canoniek recht, waar ze werd opgelegd als een vernederende erestraf en een mogelijkheid om tot inkeer te komen. Vanaf de 14e en de 15e eeuw vond de (korte) gevangenisstraf ingang in het stedelijk strafrecht. De gedachte dat de veroordeelde zich kon beteren door een gevangenisstraf leidde vanaf 1600 tot de oprichting van correctiehuizen, waar veroordeelden door arbeid (en soms ook godsdienstig onderwijs) heropgevoed werden. Deze evolutie vond eerst plaats in de protestantse landen zoals Nederland en pas later vanaf de 18e eeuw ook in de Zuidelijke Nederlanden. 
In de tijd van de Verlichting kwam men in opstand tegen de gruwelijke lijfstraffen. Men begon te denken aan een meer humane straf. Aangezien verlichte denkers de vrijheid als grootste goed beschouwden, vonden zij dat het beperken of afnemen van de vrijheid als beste straf kon worden gebruikt. Vanaf de 19e eeuw ging men ook twijfelen aan het nut van gezamenlijke opsluiting. Vaak kwamen de gedetineerden slechter uit de gevangenis dan ze erin waren gekomen. Rond 1830 deed de eenzame opsluiting zijn intrede, de bedoeling was dat de gevangene in eenzame opsluiting zou nadenken over zijn daden en tot inkeer zou komen. Dat gebeurde echter zelden. Resultaat was een moralistisch, repressief model. 
Vanaf 1920 werd weer overgeschakeld op een gemeenschapsregime in gevangenissen en werd er ingezet op reclassering en resocialisatie. In 1823 startte bijvoorbeeld het 'Het Nederlands Genootschap ter zedelijke verbetering van gevangenen' zijn activiteiten. Dit genootschap was er op gericht gevangenen iets te leren, waardoor ze nadat ze hun straf hadden uitgezeten beter in staat zouden zijn zich in de maatschappij te handhaven zonder terug te vallen in de criminaliteit. Het genootschap legde de nadruk op onderwijs. Dit genootschap zou in de 20e eeuw resulteren in de reclassering.
Volgens criminologen is de gevangenis de criminogene plek bij uitstek, waar gevangenen leren meer misdaad te plegen. Machogedrag in gevangenissen zorgt ervoor dat het klimaat ongeschikt is voor berouwvolle daders. Celstraf zou volgens critici achterhaald zijn. Gevangenisstraf als wraak hoort niet bij de 21e eeuw; straf als vergelding wel. Deze overwegingen maken het wenselijk dat er een alternatief komt voor celstraf.

## Gevangenisstraf in verschillende landen

### Nederland
In Nederland kan de straf zowel tijdelijk als levenslang zijn. De tijdelijke straf heeft een maximum van 30 jaar en een minimum van 1 dag. Op de BES-eilanden geldt een maximale tijdelijke straf van 24 jaar. De duur voor de gevangenisstraf wordt gegeven in hele dagen, weken, maanden en jaren. Een maand staat gelijk aan dertig dagen, ook als een maand in werkelijkheid meer of minder dagen telt. Een gevangenisstraf van een jaar staat dus niet gelijk aan twaalf maanden. Een dag gevangenisstraf omvat vierentwintig uur.
In Nederland is het gebruikelijk dat bij veroordeelden tot een gevangenisstraf van meer dan één jaar voorwaardelijke invrijheidstelling wordt toegepast. Bij straffen van twee jaar of meer is dit na voltooiing van twee derde van de straf. Bij straffen vanaf één jaar tot twee jaar is dit na voltooiing van het eerste jaar en een derde van de rest. Op het moment van de veroordeling wordt het voorarrest van de nog uit te zitten strafperiode afgetrokken. De twee derde wordt berekend over de volledige strafperiode, dus inclusief het reeds voltooide voorarrest. De voorwaardelijke invrijheidstelling wordt toegepast wanneer de gedetineerde zich tijdens de detentie goed gedragen heeft (dat wil zeggen: geen misdrijven beging en geen poging tot uitbraak deed). De straf is daarmee niet opgeheven, maar wel de tenuitvoerlegging ervan in de gevangenis. Of iemand zich goed gedragen heeft ligt ter beoordeling aan het openbaar ministerie, dat zich daarbij baseert op politierapporten en rapportages uit de gevangenis. De voorwaardelijke vrijlating wordt ingetrokken als de gedetineerde zich schuldig maakt aan een wetsovertreding of zich niet houdt aan de hem opgelegde speciale bepalingen. In dat geval kan bepaald worden dat het resterende deel van de straf alsnog in de gevangenis moet worden uitgezeten.
Een levenslange gevangenisstraf is in Nederland ook werkelijk levenslang en valt niet onder het regime van voorwaardelijke invrijheidsstelling. Een tot levenslang veroordeelde kan enkel levend vrijkomen door gratie te ontvangen van de koning(in). De verlening daarvan is geen automatisme, maar kan alleen als er een gratieverzoek is ingediend en aan de voorwaarde(n) voor gratie is voldaan. Bijvoorbeeld, dat de verdere tenuitvoerlegging geen redelijk doel meer dient. Zo kregen de meeste personen die veroordeeld werden voor handelingen in de Tweede Wereldoorlog uiteindelijk gratie.

Het is echter ook mogelijk dat een levenslang veroordeelde onschuldig blijkt te zijn (zoals het geval is bij Lucia de Berk). In dit geval komt de veroordeelde ook vrij, dat bepaalt de Hoge Raad (na een arrest van een Gerechtshof, vervolgens spreekt een ander gerechtshof de dader vrij), of een Gerechtshof (in geval van hoger beroep tegen een rechtbank). Als de dader onschuldig blijkt komt hij/zij onmiddellijk vrij.

### België

#### Juridische terminologie
In eigenlijke zin is een gevangenisstraf in het Belgisch strafrecht een vrijheidsstraf gesteld op overtredingen, wanbedrijven en gecorrectionaliseerde misdaden. Bij misdaden spreekt de wet over opsluiting en bij politieke misdaden over hechtenis. In brede zin zijn opsluiting en hechtenis ook te beschouwen als gevangenisstraf.
Vrijheidsberoving van overheidswege kent vele andere vormen dan gevangenisstraf: administratieve detentie en voorhechtenis, internering en terbeschikkingstelling, straffen onder elektronisch toezicht, opsluiting in gesloten centra...

#### Soorten en duur
Gevangenisstraf is een hoofdstraf voor natuurlijke personen en bestaat daarnaast ook als vervangende straf (art. 40 Sw.). Ze kan meer bepaald een niet (volledig) uitgevoerde geldboete, werkstraf, probatiestraf of straf onder elektronisch toezicht vervangen. Voor elk misdrijf preciseert de strafwet afzonderlijk wat de minimale en maximale duur van de erop gestelde gevangenisstraf is, met inachtneming van uiterste grenzen per categorie:
- Voor overtredingen: 1 tot 7 dagen (art. 28 Sw.)
- Voor wanbedrijven: 8 dagen tot 5 jaar
- Voor gecorrectionaliseerde misdaden: tot 38 jaar (art. 25 Sw.)
- Voor niet-gecorrectionaliseerde misdaden: 5 jaar tot levenslang

Het maximum kan worden verhoogd in geval van herhaling, samenloop of verzwarende omstandigheden.
Een dag vrijheidsstraf duurt steeds 24 uren, een maand steeds 30 dagen. Een jaar gevangenisstraf duurt daardoor langer dan twaalf maanden (360 dagen).
Tijd doorgebracht in voorhechtenis wordt afgetrokken van de uiteindelijke gevangenisstraf (art. 30 Sw.).
Celstraf met uitstel betekent een veroordeling waarbij de rechter – mits bepaalde voorwaarden - beslist dat de uitvoering van de straf wordt uitgesteld voor een bepaalde termijn (van 1 jaar tot 5 jaar). Het uitstel wordt echter van rechtswege herroepen als de veroordeelde tijdens de proeftijd een nieuw ernstig misdrijf pleegt.

#### Vervroegde vrijlating
Voorwaardelijke invrijheidstelling en voorlopige invrijheidstelling zijn de voornaamste manieren om vervroegd de gevangenis te verlaten. Voorts is er ook de koninklijke genade.

## Langste gevangenisstraf
De langste gevangenisstraffen die voor zover tot op heden zijn opgelegd zijn die aan de Amerikanen Darron Bennalford Anderson (10.750 jaar in 1997) en Dudley Wayne Kyzer (10.000 jaar + 2 maal levenslang in 1981). In 1972 eiste de Spaanse justitie 384.912 jaar gevangenisstraf voor postbode Gabriel March Grandos voor het niet bezorgen van 42.768 poststukken (wat vertaald werd als 42.768 maal fraude). De rechter legde uiteindelijk 7.109 jaar gevangenisstraf op. De postbode zat hiervan 14 jaar en 2 maanden uit.

## Voetnoten
1. ↑  Jos Monballyu, Geschiedenis van het privaatrecht en strafrecht, Syllabus KUL - KULAK, 1993, p. 146
2. ↑  Critici: celstraf is echt achterhaald, Trouw, 23 december 2014
3. ↑  Voor 1 februari 2006 was de tijdelijke straf maximaal 20 jaar.
4. ↑  Uitstel. FOD Justitie. Gearchiveerd op 21 april 2023. Geraadpleegd op 27 februari 2024.